# HD 41004
HD 41004是一个距离地球大约139光年的恒星系统，位于绘架座中。

## HD 41004 A
HD 41004 A是一颗橙矮星，它的光谱类型为K1V，星等则是8.65。

### 行星系
2003年，朱克（Zucker）发现了它的一颗行星HD 41004 Ab，但直到2004年才发表。它的质量超过木星质量的2.56倍。它的轨道距离恒星1.70个天文单位，公转周期为963天，离心率为74%。
| 成員 (依恆星距離) | 质量     | 半長軸 (AU) | 轨道周期 (天) | 離心率 | 傾角 | 半径 |
| ----------------- | -------- | ----------- | ------------- | ------ | ---- | ---- |
| b                 | >2.56 MJ | 1.70        | 963           | 0.74   | —    | —    |

## HD 41004 B
HD 41004 B是一颗光谱类型为M2V的紅矮星，视星等是12.33。

### 棕矮星
HD 41004 Bb是一颗曾被误认为是行星的棕矮星，它距恒星的距离比任何已知的太阳系外行星和棕矮星都要近（轨道半长轴只有0.0177个天文单位），但公转速度只有145 km/s，公转周期为1.3天，这是因为恒星的质量较小。它的轨道是圆形的，因为HD 41004 A的引力效应和另一颗恒星HD 41004 B的潮汐效应相互作用，抵消了对这颗棕矮星的影响。